# Benz 18/45 PS
Der Benz 18/45 PS war der stärkere Nachfolger des Benz 16/40 PS.
Der Wagen war mit einem Vierzylinder-Reihenmotor mit 4710 cm³ Hubraum ausgestattet, der 45 PS (33 kW) bei 1650 min−1 entwickelte. Die Motorkraft wurde über eine Lederkonuskupplung an ein Vierganggetriebe weitergeleitet und von dort über eine Kardanwelle an die Hinterräder. Die Höchstgeschwindigkeit lag bei 75 km/h, der Benzinverbrauch bei 20 l / 100 km.
Die Fahrzeuge waren nach wie vor mit blattgefederten Starrachsen und Holz- oder Drahtspeichenrädern ausgestattet.

## Quelle
- Werner Oswald: Mercedes-Benz Personenwagen 1886–1986. 4. Auflage. Motorbuch Verlag, Stuttgart 1987, ISBN 3-613-01133-6, S. 50–51.